# 佐伯有頼
佐伯 有頼（さえき の ありより、天武天皇5年（676年）頃 - 天平宝字3年（759年）?）は、飛鳥時代から奈良時代にかけての人物。『立山開山縁起』に登場する人物で、越中国司・佐伯（宿禰）有若の息子とされる。霊示を受け、神仏習合の一大霊場である立山を開山したという。出家して慈興と号したと伝えられる。

## 白鷹伝説
文武天皇の夢の中で「騒乱の越中国を佐伯宿禰(有若)に治めさせよ」との神のお告げがあった。越中国司に任ぜられた有若が加越国境の倶利伽羅山にさしかかったとき、一羽の美しい白鷹が舞い下り、有若はこれを国を治める象徴として善政を行った。有若にはなかなか子供ができず祈り続けていたところ、ようやく神のお告げのとおり男子が誕生したので、有頼と名付けた。16歳になった有頼が父の大切な白鷹を無断で持ち出し狩をしに出かけたところ、白鷹は急に舞い上がり飛び去ってしまった。あちこち探し回り、道に迷いながらもさらに行くと、ようやく一本の大松に止まっている白鷹をみつけた。白鷹が有頼の手にとまろうとした一瞬、竹やぶから一頭の熊が現れた。鷹は驚いて再び大空に舞い上がってしまう。有頼が矢で熊を射ると、熊は血を流しながら逃げていった。血の跡を追って山に分け入ると、三人の老婆に出くわし、「白鷹は東峰の山上にいるが、川あり坂ありの至難の道であり、勇猛心と忍耐心が必要である。嫌なら早々に立ち去るがよい。」と諭された。それでも勇気をふりしぼってさらに何日も進んでいくと、ようやくこの世のものとは思えない美しい山上の高原にたどり着いた。ふと見れば白鷹は天を翔け、熊は地を走り、ともにそろって岩屋へと入っていった。中に入ってみると、なんとそこは光り輝き極楽の雰囲気が漂っており、奥に不動明王と矢を射立てられ血を流している阿弥陀如来とが立ち並んでいた。有頼は驚き、己の罪の恐ろしさに嘆き悲しみ、腹をかき切ろうとしたところ、阿弥陀如来は、「乱れた世を救おうと、ずっと前からこの山で待っていた。お前の父をこの国の国司にしたのも、お前をこの世に生み出したのも、動物の姿となってお前をこの場所に導いたのも私である。切腹などせず、この山を開き、鎮護国家、衆生済度の霊山を築け」と告げた。立山の為に生涯を尽くすことを誓った有頼は直ちに下山し父にこの事を告げ、父とともに上京して朝廷に奏上した。文武天皇は深く感激し、勅命により立山を霊域とした。有頼は出家して名を慈興に改め、立山開山の為に尽力した。
- 没後、雄山神社立山若宮に神として祀られる。古文書には立山町宮路に墓が記されたものもある。
- 立山・剱岳方面の山小屋経営者や山岳ガイドには、有頼の末裔の家系伝承を持つ佐伯姓の人物が多い。